# تپه گرد وک کایر
تپه گرد وک کایر مربوط به سدهٔ ۸–۶ ه.ق است و در شهرستان ارومیه، بخش سیلوانه، دهستان مرگور، روستای کایر واقع شده و این اثر در تاریخ ۲۵ آبان ۱۳۸۷ با شمارهٔ ثبت ۲۳۵۸۶ به‌عنوان یکی از آثار ملی ایران به ثبت رسیده است.